# Каизак сир Адур
Каизак сир Адур (фр. Cahuzac-sur-Adour) насеље је и општина у јужној Француској у региону Миди Пирене, у департману Жерс која припада префектури Миранд.
По подацима из 2011. године у општини је живело 240 становника, а густина насељености је износила 36,25 становника/km². Општина се простире на површини од 6,62 km². Налази се на средњој надморској висини од 120 метара (максималној 141 m, а минималној 112 m).

## Демографија
| 1962. | 1968. | 1975. | 1982. | 1990. | 1999. | 2011. |
| ----- | ----- | ----- | ----- | ----- | ----- | ----- |
| 173   | 183   | 180   | 165   | 145   | 171   | 240   |

График промене броја становника у току последњих година